# Fließbettgegenstrahlmühle

Schnittbild Fließbettstrahlmühle

Die Fließbettgegenstrahlmühle ist neben der Spiralstrahlmühle die am häufigsten eingesetzte Bauart einer Strahlmühle. Mit diesem Mühlentyp ist es unter Einsatz von komprimierter Luft möglich, Feinheiten im Bereich von 1 bis 100 Mikrometer zu erreichen.
Die Vermahlung erfolgt vollkommen autogen, so dass praktisch kein Verschleiß an Mahlwerkzeugen auftreten kann.

## Funktionsweise
Das Mahlgut wird über eine Aufgabeschleuse in das Mühlengehäuse aufgegeben. Im Mahlraum bildet sich ein Produktfließbett, welches durch die aus den Mahlluftdüsen austretenden Gasstrahlen fluidisiert wird. Aus diesem Fließbett treten Mahlgutpartikel in die Gasstrahlen ein, wo sie auf hohe Geschwindigkeiten beschleunigt werden. Entlang der Gasstrahlen sowie im Zentrum des Mahlraumes treffen die beschleunigten Mahlgutpartikel aufeinander und werden dabei zerkleinert. Das entspannte, mit Gutteilchen beladene Mahlgas steigt im Zentrum des Apparates zum Sichtrad auf, welches über einen Riementrieb vom drehzahl-regelbaren Motor angetrieben wird. Zu grobe Teilchen werden vom Sichtrad abgewiesen und gelangen direkt zurück ins Fließbett; feine Teilchen verlassen zusammen mit dem Mahlgas die Mühle und werden in einem geeigneten Abscheider oder Staubfilter vom Mahlgas getrennt.

## Anwendung
Durch die besondere Wirkungsweise wird die Fließbettstrahlmühle auch für die Feinvermahlung härtester Produkte, wie z. B. Mineralien, Keramiken oder Glas eingesetzt. Da durch den Mahlprozess unter Verwendung von gekühlter Druckluft keine Erwärmung des Produktes stattfindet, wird sie auch zur Feinstvermahlung von extrem temperaturempfindlichen Materialien wie z. B. Wachs oder Tonerpulver eingesetzt.